# Advance (Indiana)
Advance – miasto w Stanach Zjednoczonych, w stanie Indiana, w hrabstwie Allen.